# Verzamelaar
Een verzamelaar of collectioneur is een persoon die, bij wijze van hobby of tijdverdrijf, een collectie van een bepaald type voorwerpen aanlegt. Een bijkomend doel kan zijn om een waardevolle verzameling aan te leggen bij wijze van investering of oudedagsvoorziening.

## Omschrijving
Een verzameling kan echter ook worden aangelegd door een professioneel, zoals een museum, galerie of kunstfonds. Dan wordt de verzameling meestal een collectie genoemd. Soms wordt een verzameling bijeengebracht om later verkocht te worden, bijvoorbeeld door een kunsthandel, soms juist om te behouden. Bij musea spreekt men dan meestal van de vaste collectie.
Verzamelen wordt ook wel sparen genoemd, maar er kunnen verschillen worden gezien: een verzamelaar zal over het algemeen bereid zijn om geld in zijn verzameling te investeren; iemand die spaart zorgt er alleen voor dat de voorwerpen niet worden weggegooid maar zal geen markten aflopen om te proberen zeldzame stukken te bemachtigen.
Sinds de televisie en computer hun intrede hebben gedaan, wordt er door minder mensen tijd besteed aan verzamelen. Het doorzoeken van het internet is echter naast het bezoeken van rommelmarkten een bruikbare methode om verzamelobjecten te vinden.

## Soorten verzamelingen
Veel verschillende zaken worden door mensen verzameld. Sommige dingen worden door veel verschillende mensen verzameld; er bestaan dan catalogi waarin de waarde van de verschillende stukken kunnen worden aangeduid. Er wordt dan vaak handel in gedreven. Andere verzamelaars hebben unieke collecties die onvergelijkbaar en mogelijk zelfs onverhandelbaar zijn. Tot de verhandelbare collecties behoren:
- Affiches (posters)
- Ansichtkaarten
- Antiek
- Beelden
- Bieraccessoires
- Bladmuziek (met artistieke afbeeldingen)
- Bladwijzers (boekenleggers)
- Boeken
- Compact discs
- Computerspellen
- Ex libris
- Grafiek
- Handtekeningen
- Keramiek
- Kunstvoorwerpen
- LEGO
- Militaria
- Mineralen
- Multiples
- Munten
- Muziekcassettes
- Poppen
- Porselein
- Postzegels
- Schelpen
- Schilderij
- Sieraden
- Sigarenbandjes
- Singles en elpees
- Sleutelhangers
- Smurfen en Schleich-figuren
- Speldjes en buttons
- Stickers
- Stocknagels
- Stripboeken
- Suikerzakjes
- Teddyberen
- Tekeningen
- Telefoonkaarten
- Theehoesjes
- Verpakkingen
- Vingerhoedjes
- Vintagekleding
- Voetbalplaatjes
- Waardepapieren (Scripofilie)
- Wijnetiketten

Postzegels verzamelen noemt men filatelie. Vaak worden daarbij een thematische verzamelingen opgebouwd met postzegels waarvan de afbeelding een bepaald thema hebben bijvoorbeeld apen of techniek of verzamelingen van alle zegels van een bepaald land.

## Rages
Voor jongere kinderen worden er door slimme marketeers soms te verzamelen voorwerpen ontwikkeld die een volkomen gefingeerde waarde hebben. Er kan in geval van succes een rage ontstaan waarbij voor eenvoudige kartonnen kaarten, speldjes, buttons, plastic schijven, of knikkers in winkels vele euro's worden uitgegeven.

## Vreemde verzamelingen
Sinds de komst van internet is er een toename in het aanleggen van vreemdsoortige verzamelingen. Verschillende verzamelaars hebben hun verzameling van luchtziektezakjes, toiletpapierrollen en navelpluis online gezet.

## Kunstverzamelingen
Een verzamelaar is vaak trots op zijn verzameling. Een bijzondere verzameling bezitten levert een zekere 'status' op. Wanneer een particuliere verzamelaar zijn collectie aan een museum schenkt wordt soms zijn naam aan de collectie verbonden.